# Heterotropus longitarsus
Heterotropus longitarsus är en tvåvingeart som beskrevs av Seguy 1930. Heterotropus longitarsus ingår i släktet Heterotropus och familjen svävflugor. Inga underarter finns listade i Catalogue of Life.